# Vítor Paneira
Vítor Manuel da Costa Araújo (Calendário, 16 februari 1966) – alias Vítor Paneira – is een Portugees voormalig voetballer die bij voorkeur speelde als middenvelder, en dan nog vooral op de rechterflank. Hij speelde 44 interlands in het Portugees voetbalelftal, waarin hij vier keer scoorde. In 1996 nam hij met de Portugese selectie deel aan EURO 1996 in Engeland. Paneira stapte na zijn actieve loopbaan de trainerswereld in en coachte verschillende teams uit de lagere reeksen, maar ook gekende teams als Moreirense, Famalicão en Boavista.

## Clubcarrière
Paneira begon zijn spelerscarrière in 1984 bij Famalicão, waarvoor hij in de jeugd reeds had gespeeld en waarvan hij na zijn spelerscarrière trainer zou worden (2008–2009). In 1987 verliet hij deze club en via Vizela kwam hij in 1988 bij topclub Benfica terecht. Hier speelde hij zeven seizoenen, waarin hij 207 competitiewedstrijden speelde en 28 doelpunten scoorde. Paneira was een sterkhouder bij Benfica en won drie maal de Primeira Liga, in 1989, 1991 en 1994. In 1993 werd hij geen kampioen, maar won hij wel de Taça de Portugal. Hij verruilde Benfica in 1995 voor Vitória Guimarães, waar hij voor het laatst echt uit de verf kwam en het voortouw nam. In vier seizoenen bij de club kwam de middenvelder 128 maal in actie en scoorde vijftien Primeira Liga-doelpunten. In 1999 maakte Paneira de overstap naar Académica Coimbra, waar de 35-jarige middenvelder in 2001 stopte met profvoetbal.

## Interlandcarrière
Paneira speelde 44 interlands voor Portugal van 1988 tot 1996. Een van zijn vier interlandgoals maakte hij tegen België op 15 februari 1989. Het betrof een gelijkspel in het kader van de kwalificatie voor het WK 1990 in Italië. De wedstrijd eindigde op 1–1 want Marc Van Der Linden wiste het doelpunt van Paneira, die in minuut 50 de netten liet trillen, in minuut 86 alsnog uit. Portugal mocht het WK overigens vergeten. Het land zou pas te Japan en Zuid-Korea 2002 opnieuw een plaats hebben tussen de grote jongens, de laatste kwalificatie dateerde toen van Mexico 1986. Paneira nam met Portugal wel deel aan EURO 1996 in Engeland, tevens zijn laatste werk voor Portugal. Paneira werd met Portugal eerste tijdens de groepsfase, met zeven punten. Dit was groep D met Kroatië als tweede gekwalificeerde land. De Kroaten telden zes punten.
In de kwartfinales moesten Paneira en co aan de bak tegen het sterk presterende Tsjechië. Karel Poborský stuurde de Portugezen naar huis op Villa Park (1–0).

## Erelijst

### Speler
| Primeira Liga                 | 3x | 1989, 1991, 1994 |
| Taça de Portugal              | 1x | 1993             |
| Supertaça Cândido de Oliveira | 1x | 1989             |

### Trainer
| Competitie             |          |          |          |          |
| Competitie             | Aantal   | Jaren    |          |          |
| Ribeirão               | Ribeirão | Ribeirão | Ribeirão | Ribeirão |
| ---------------------- | -------- | -------- | -------- | -------- |
| Campeonato de Portugal | 1x       | 2003/04  |          |          |
| Tondela                |          |          |          |          |
| Segunda Liga           | 1x       | 2011/12  |          |          |